# Isla Shimoji
La isla Shimoji (下地島, しもじしま, Shimoji-shima) es una isla perteneciente al archipiélago de las islas Miyako, dependientes de la prefectura de Okinawa, Japón.
La isla de Shimoji está prácticamente unida a la isla Irabu, de la que la separa un angosto e intrincado estrecho. En la isla apenas viven 60 habitantes, pero está muy próxima a la villa Shimoji de la isla de Irabu (下地町, しもじちょう, Shimoji-chou) que en el año 2003 tenía una población estimada de 3200 habitantes. El área total es de 9,54 km².
En esta isla se encuentra el aeropuerto de la isla Shimoji (下地島空港, しもじしまくうこう, Shimoji-shima-kuukou), construido en 1973 como aeropuerto privado y que en mayo del año 1979 se volvió aeropuerto público; en 1994 los vuelos regulares fueron suspendidos debido a la baja demanda. 
La serie de anime Stratos 4 se encuentra localizada en la isla y la mayoría de las imágenes y paisajes que muestra la serie existen realmente en la isla.